# Evolucionismus
V sociologii a jiných sociálních vědách se jako evolucionismus (z latinského evolutio = rozvinutí papírového svitku, čtení) označují školy myšlení, které navazovaly na Darwinovu teorii evoluce a aplikovaly ji přímočarým způsobem na společnost, v jejímž vývoji hledaly nižší a vyšší stádia, přičemž dobové společnosti evropského typu řadily na vrchol takto lineárně chápané evoluce. Evolucionismus ovlivňoval myšlení hlavně ve druhé polovině 19. století. Hlavní reprezentant původního proudu je Herbert Spencer, dalšími představiteli byli např. L. T. Hobhouse nebo B. Kidd. (V širším slova smyslu je evolucionismus názor, že realita i každá její součást se vyvíjejí, podléhají evoluci.)
Evolucionismus v sociologii je součástí naturalistického a pozitivistického proudu a je sám o sobě hodně diferencovaný. Jedna z hlavních myšlenek je, že nejrůznější společnosti prochází stejnými vývojovými stadii. Tato stadia na sebe plynule navazují, přičemž mezi nimi neexistují žádné překryvy ani skoky. Revoluce je vnímána jako patologický jev.
Klasický evolucionismus je již překonaný, myšlenku evoluce společnosti v méně zjednodušené podobě však nadále hlásá neoevolucionismus.

## Původ
Prvky vývojových teorií se objevují už v antice, nicméně evoluce jako vědecký pojem se objevil až v 18. a 19. století ve spojení s přírodovědci jako byli Darwin, Lyell nebo Laplace. Sociologové vycházeli z teorie evoluce v přírodě a v upravené podobě ji aplikovali na společnost. Největšího rozvoje a vlivu evolucionismus dosáhl v 2. polovině 19. století. Evolucionismus v této době mimo jiné podporoval vidění světa, jak ho vnímaly západní společnosti, především Britské impérium. Koloniální výboje přinesly poznání mnoha odlišných kultur a tato teorie umožňovala zachovat zdánlivou jednotu lidstva vysvětlením, že rozdílné společnosti se pouze nacházejí na různém vývojovém stupni. Zároveň se nechala vykládat způsobem, který umožňoval ospravedlňování kolonialismu – jestliže konečným, nejvyšším vývojovým stupněm společnosti byl ten panující v Británii, pak mohla být koloniální expanze vnímána dokonce jako pomoc těmto „opožděnějším“ státům.
Koncem 19. století se evolucionismus ocitl pod kritikou a zájem o něj postupně opadal. Ve dvacátém století se odkaz evolucionismu objevuje ve své přeměněné podobě jako neoevolucionismus. 

### Spencerův evolucionismus
Počátek evolucionismu je spojován s osobou Herberta Spencera. Spencer byl současníkem Darwina, inspiroval se ovšem i prací celé řady dalších biologů. Byl zastáncem tzv. organicismu. Společnost je podle něj svým způsobem druh organismu, kdy každá část plní určitý úkol nutný k přežití celku. Vývoj společnosti spatřuje v neustálém rozvoji těchto částí, což má za následek jejich stále větší diferenciaci. Společnost se tak vyvíjí ve stále komplexnější, stejně jako se organismy vyvíjí od jednoduchých po složitější. (Spencer vycházel ze zákona o přechodu od homogenního k heterogennímu od K. E. von Baera) Jedním z důsledků je rostoucí závislost jednotlivých složek na sobě navzájem, protože čím více se diferencují, tím méně jsou schopné plnit jiné úkoly než ten primární. Svým způsobem se jedná o široce pojatou dělbu práce. 
Spencer však uznával, že mezi živočišným organismem a společností existují rozdíly. Byly to především tyto:
1. Ve společnosti mají jednotky větší volnost než v organismu
2. Ve společnosti mají všechny jednotky možnost myslet a pociťovat
3. V organismu jednotky slouží celku, kdežto ve společnosti je tomu naopak
Spencerovi se také připisuje autorství termínu sociální darwinismus, tedy teorie, podle které ve společnosti přežívají schopnější jedinci. To má údajně na společnost blahodárný účinek, protože tak narůstá inteligence přeživších. Spencer proto odsuzuje plošné zákroky státu ve prospěch těch „méně schopných“ jedinců, neboť se tak ničí tento přirozený mechanismus. Připouští ovšem dobrovolnou péči o slabší ze strany silnějších.

## Vývoj společnosti
Každá společnost se podle evolucionistů vyvíjí. Tento vývoj je plynulý a postupný, evolucionisté neuznávají náhlé změny a revoluci považují za patologický jev. Je také neměnný – každá společnost se vyvíjí stejným způsobem. Všechny stránky společnosti se vyvíjí rovnoměrně, a přestože se může objevit dočasná stagnace nebo regrese, je vývoj lidstva v zásadě vzestupný. Znázornit ho lze stoupající přímkou. Každá společnost se v závislosti na dosavadním vývoji nachází v určitém bodě na této přímce. Tento vývoj a pokrok, který s sebou přináší, považují evolucionisté za pozitivní. 
Podle evolucionistů porozumět jevu znamená popsat jeho genezi. Vše v přírodě má sklon vyvíjet se od jednoduchého ke složitému (viz Spencerova teorie výše). Proto evolucionisté zkoumají přerod od nejjednodušších prvků v komplexní.

### Stadia vývoje
Během svého vývoje prochází každá společnost několika stadii. Tato stadia jsou pevně daná a jejich pořadí je neměnné. V rámci jedné společnosti nemohou současně existovat dva jevy, z nichž každý patří do jiné vývojové fáze. Pokud se tak stane, jde podle evolucionistů pouze o dočasný přežitek.  
Různé společnosti se nacházejí v různých stádiích, a tedy v různých fázích vývoje. Za nejpokročilejší považovali sociologové v 19. století západní společnosti, především pak Anglii.  Existuje více teorií, které se zabývají těmito stadii. Mezi nejznámější patří:
- divošství, barbarství a civilizace podle Morgana
- vojenská společnost a průmyslová (industriální) společnost podle Spencera
- dělení společnosti podle statutu a smlouvy podle Maina[1]

### Příčiny vývoje společnosti
Ač vývoj společnosti je podle evolucionistů jen jeden, příčin může být víc. Názor, která příčina má vliv největší, evolucionisty rozděluje a vedle kritiky zřejmě byla jedním z hlavních důvodů rozpadu.
První příčinou jsou určité vlastnosti jedinců, jejichž základem je neměnná psychická přirozenost člověka (zde se zase vyskytuje více názorů: inteligence, instinktivní stránky atd.). Druhou je přírodní prostředí, hlavně geografické podmínky. Patří sem dozajista i společenské a kulturní faktory, ekonomické faktory, společenské instituce, zvyky či obyčeje. Jako čtvrtá příčina byl viděn konflikt a boj (tzv. sociální darwinismus).

## Neoevolucionismus
V polovině 20. století se objevil neoevolucionismus, směr, který navázal na evolucionismus z konce 19. století. Jedním z podnětů pro jeho vznik byl rozpad koloniální soustavy po druhé světové válce. Je založen především na empirickém výzkumu, využívá např. historické a srovnávací metody, biologii nebo kybernetiku. Na rozdíl od původního evolucionismu, který považoval vývoj za unilineární, tedy že všechny společnosti procházejí tím samým vývojem a liší se pouze v tom, v jakém stadiu se právě nacházejí, se v rámci neoevolucionismu objevuje i myšlenka multilineární evoluce. Podle té se jednotlivé společnosti mohly vyvíjet přinejmenším zčásti odlišně.